# Monts Ibuki
Les monts Ibuki (伊吹山地, Ibuki Sanchi) sont une chaîne de montagnes à cheval sur la limite entre les préfectures de  Gifu et Shiga au Japon. Après s'être abaissée et avoir presque disparu dans la préfecture de Shiga, la chaîne se poursuit sous le nom de monts Suzuka. Pendant l'hiver, les vents en provenance des monts Ibuki sont une des causes de la plupart des chutes de neige sur la plaine de Nōbi qui couvre les préfectures de Gifu et Aichi.
La chaîne est nommée d'après le mont Ibuki, son plus haut sommet qui culmine à 1 377 m.
Le mont Ibuki est une destination populaire parmi les grimpeurs et les randonneurs. La base de la montagne est facilement accessible en transport privé ou public. À l'ouest de la montagne se trouve un autre endroit intéressant, le lac Biwa.

## Sommets
- Mont Ibuki (伊吹山, Ibuki-yama), 1 377 m
- Mont Ikeda (池田山, Ikeda-san, Ikeda-yama), 924 m
- Mont Kanakuso (金糞岳 Kanakuso-dake), 1 317 m
- Mont Kaitsuki (貝月岳 Kaitsuki-dake), 1 234 m
- Mont Kunimi (国見岳 Kunimi-dake), 1 123 m

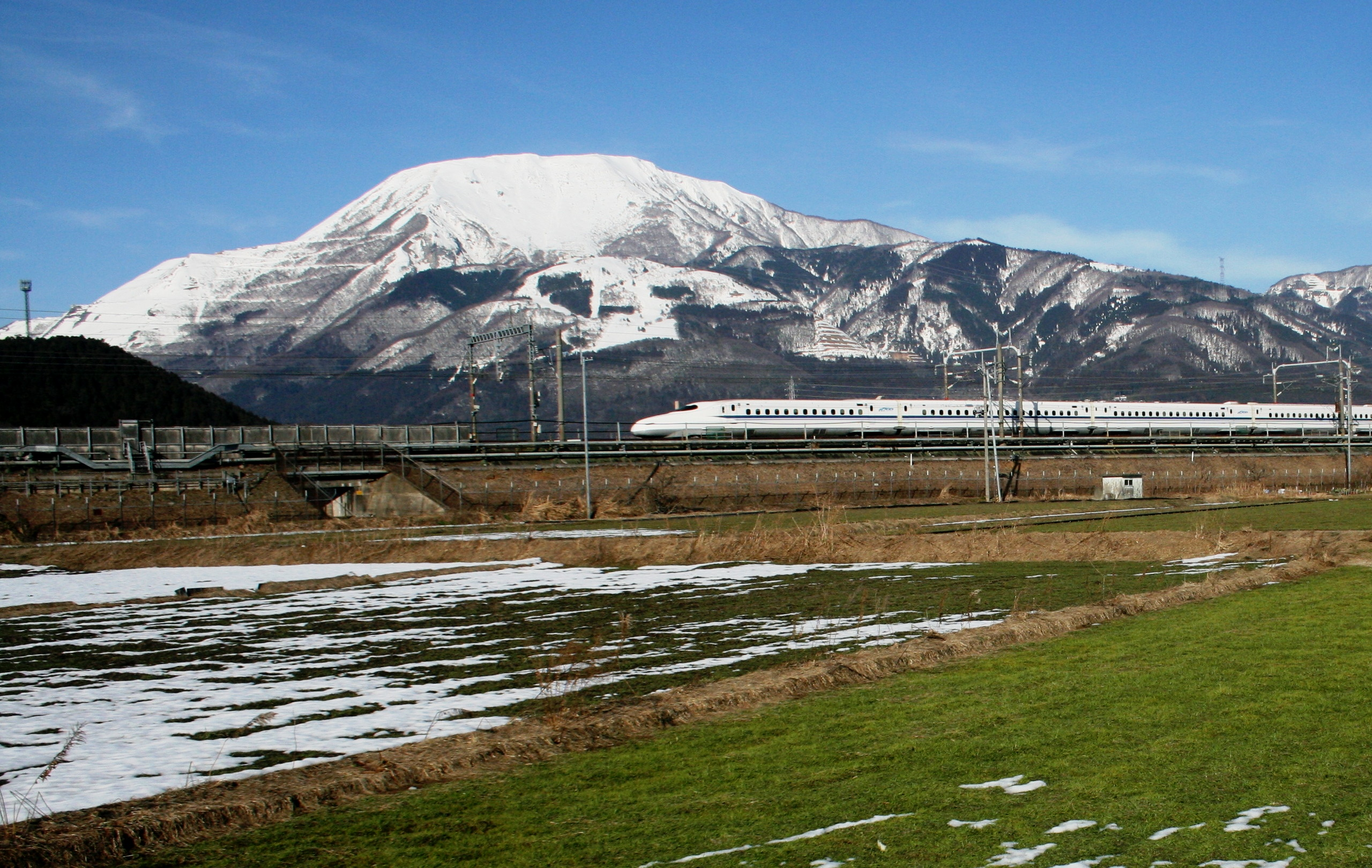
Vue du mont Ibuki
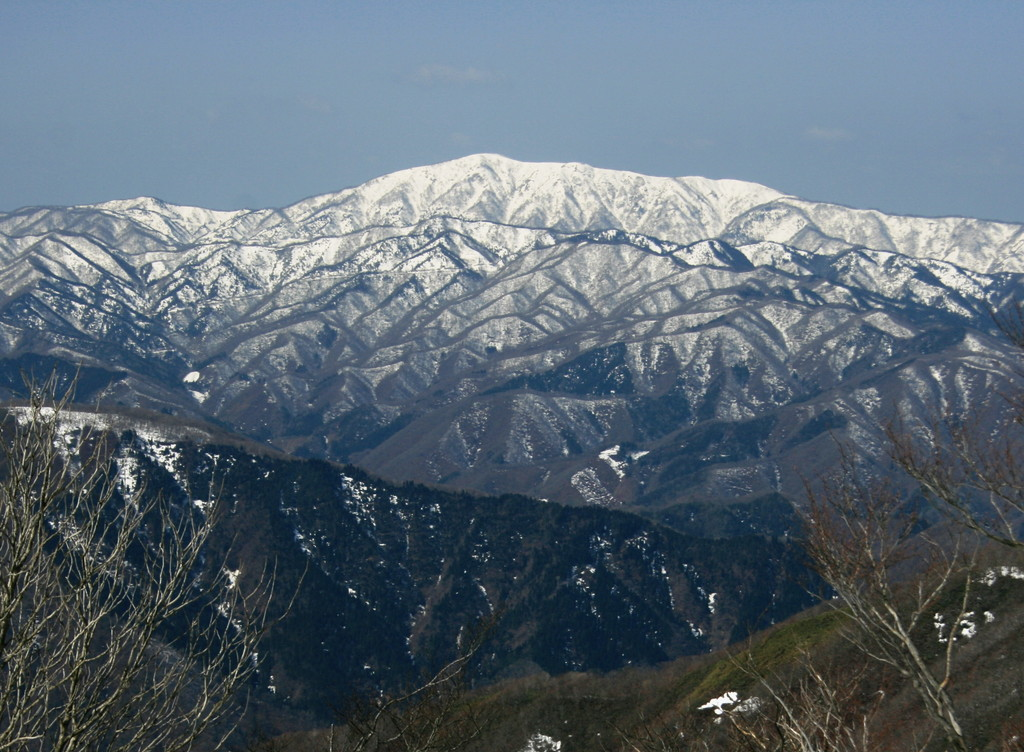
Vue du mont Kanakuso.